# 法绍达州
法绍达州（英語：Fashoda State，最初名为西尼羅州 (Western Nile)）是南蘇丹曾经的一个州，位在該國東北部。人口155,602人（2014年），首府科多克，下轄3郡。

## 行政區劃
下轄3郡：
- Panyikang
- 科多克
- Manyo